# Rhodostemonodaphne debilis
Rhodostemonodaphne debilis là loài thực vật có hoa trong họ Nguyệt quế. Loài này được (Kosterm.) Chanderbali mô tả khoa học đầu tiên năm 2004.